# Minnesotamodellen
Minnesotamodellen stammer fra Minnesota i USA. Det er en behandlingsform for alkoholikere og baserer sig på de første erfaringer, man gjorde sig med AA, Anonyme Alkoholikere, som blev grundlagt i 1935. Den bygger på 12-trinsprogrammet og det princip, at ædru alkoholikere hjælper aktive alkoholikere. Man anser alkoholisme for en behandlingskrævende sygdom, der rammer hele familien. "En dag ad gangen" er Minnesotamodellens motto. I Danmark var det første behandlingssted, der benyttede Minnesotamodellen, Helioscentret, som lå i den lille by Hyllested ved Ebeltoft. Helioscentret lukkede i foråret 2011. Behandlingscenter Tjele, der åbnede i 1990, er i dag Danmarks største behandlingssted for alkoholmisbrug og medicinafhængighed.